# Лаги (Виченца)
Лаги је насеље у Италији у округу Виченца, региону Венето.
Према процени из 2011. у насељу је живело 180 становника. Насеље се налази на надморској висини од 60 м.